# 巴林頓 (羅德島州)
巴林頓（英語：Barrington）是位於美国羅德島州布里斯托縣（美國國内第三小的縣）的鎮，建立於1653年，2010年人口共16,310人，相對於2000年的人口（16,819人）減少了3.0%；面積21.3平方公里，人口密度766.1人/平方公里。鎮政府實行議會-經理制，其行政長官為「經理」，由市鎮議會任命，並向市鎮議會負責。

## 外部連結
- Town of Barrington Official Web Site （页面存档备份，存于）
- Town of Barrington Official GIS Maps and Property Information （页面存档备份，存于）
- Barrington School Department （页面存档备份，存于）
- The Brendel murders.